# Tongxu
Der Kreis Tongxu (chinesisch 通许县, Pinyin Tōngxǔ Xiàn) gehört zum Verwaltungsgebiet der bezirksfreien Stadt Kaifeng in der chinesischen Provinz Henan. Er hat eine Fläche von 767 km² und zählt 518.400 Einwohner (Stand: Ende 2018). Sein Hauptort ist die Großgemeinde Chengguan (城关镇).

## Administrative Gliederung
Auf Gemeindeebene setzt sich der Kreis aus sechs Großgemeinden und sechs Gemeinden zusammen. 